# Гај Октавије
Гај Октавије (100 — 59. п. н. е.) био је римски политичар и војсковођа. Најпознатији је као отац првог римског цара, Октавијана Августа. Био је прадеда цара Клаудија и предак цара Калигуле и Нерона.
Пореклом из места Велетри у централној Италији, потицао је из старе и истакнуте породице која је припадала коњичком сталежу (лат. Equites). Иако је његова породица, Октавији (лат. gens Octavia) била богата, припадали су плебејцима а не патрицијима. Пошто није припадао сенатском сталежу, сматран је за "новог човека" (лат. novus homo). Његов отац и деда били су истакнути римски магистрати.

## Породица
Са својом првом женом, Анхаријом, Октавије је имао једно дете — кћер, Октавију Старију. Није познато како се њихов брат окончао али могуће је да је Анхарија умрла на порођају.
Гај Октавије се потом оженио Атијом Балбом, ћерком Јулије Цезарис, сестре Јулија Цезара.
Имали су двоје деце, Октавију Млађу и Октавијана, будућег цара Августа који је рођен 63. п. н. е.

## Политичка каријера
Октавије је изабран за квестора, негде око 70. п. н. е. За претора је изабран 61. п. н. е. Након што се његов мандат окончао следеће године, постављен је за пропретора и именован за гувернера (praefectus pro praetor) провинције Македоније.
Пре него што је отпочео свој мандат, сенат га је послао да угуши побуну одметнутих робова у Турију, античком граду у јужној Италији.
Побуњеници су већ учествовали у Спартаковој и Катилининој побуни.
Након што је савладао побуњенике, Октавије се показао као способан администратор, управљајући Македонијом "храбро и праведно". 
За време свог мандата, Октавије је предводио римску војску у бици против извесног трачког племена.
Цицерон похвално говори о Октавијевим дипломатским вештинама.
Будући да је успешно окончао свој мандат као гувернер, Октавије је сакупио подршку потребну да би се кандидовао за конзула.
Међутим, Октавије је умро у Ноли, након краће болести. Према античким изворима, Октавије је умро у истој одаји у којој је много година касније издахнуо његов син Август.
На форуму у Риму, Август је подигао натпис у част свог оца.
C(aius) Octavius C(ai) f(ilius) C(ai) n(epos) C(ai) pr[on(epos)]
pater Augusti
tr(ibunus) mil(itum) bis q(uaestor) aed(ilis) pl(ebis) cum
C(aio) Toranio iudex quaestionum
pr(aetor) proco(n)s(ul) imperator appellatus
ex provincia Macedonia— "Гај Октавије, син, унук и праунук Гајев, 
отац Августов,
двапут војнички трибун, квестор, плебејски едил заједно са
Гајем Торанијем, судија, 
претор, проконзул, проглашен за императора
у провинцији Македонија"

## Преци
|  |                 |  |  |  |  |  |  |  |  |  |  |  |  |  |  |  |
|  | 8. Гај Октавије |  |  |  |  |  |  |  |  |  |  |  |  |  |  |  |
|  |                 |  |  |  |  |  |  |  |  |  |  |  |  |  |  |  |
|  |                 |  |  |  |  |  |  |  |  |  |  |  |  |  |  |  |
|  | 4. Гај Октавије |  |  |  |  |  |  |  |  |  |  |  |  |  |  |  |
|  |                 |  |  |  |  |  |  |  |  |  |  |  |  |  |  |  |
|  |                 |  |  |  |  |  |  |  |  |  |  |  |  |  |  |  |
|  | 2. Гај Октавије |  |  |  |  |  |  |  |  |  |  |  |  |  |  |  |
|  |                 |  |  |  |  |  |  |  |  |  |  |  |  |  |  |  |
|  |                 |  |  |  |  |  |  |  |  |  |  |  |  |  |  |  |
|  | 1. Гај Октавије |  |  |  |  |  |  |  |  |  |  |  |  |  |  |  |
|  |                 |  |  |  |  |  |  |  |  |  |  |  |  |  |  |  |
|  |                 |  |  |  |  |  |  |  |  |  |  |  |  |  |  |  |